# Balázs Ádám (újságíró)
Balázs Ádám (Budapest, 1952. március 8. –) magyar irodalmár, diplomata, újságíró, rendező.

## Családja
Édesapja Balázs Samu, a Nemzeti Színház Kossuth-díjas, érdemes művésze, édesanyja Majláth Mária, a Nemzeti Színház örökös tagja volt. Nős, felesége Kodrik Judit angol-német szakos tanár; 3 gyermeke van.

## Iskolák, egyetemek, továbbképzések
A budapesti Kölcsey Gimnáziumban érettségizett 1970-ben. Két nappali tagozatos felsőfokú diplomát szerzett: az ELTE Bölcsészettudományi Karának francia-magyar szakán középiskolai tanárit (1975), majd a Színház- és Filmművészeti Főiskolán színházrendezőit (1980-ban végzett, Ádám Ottó osztályában). Bölcsészdiplomája megszerzése előtt három hónapig tanult a Marseille-Aix en Provence-i Egyetemen. 1987-ben doktorált régi magyar irodalomból; disszertációjának címe: „Apor Péter és az erdélyi memoárirodalom”. 1990 novemberében (a francia Külügyminisztérium ösztöndíjával) továbbképzésen vett részt a párizsi Újságíró Főiskolán (CFPJ), majd két hónapig dolgozott - több francia nyelvű riportot publikálva - a La Nouvelle République című Tours-i napilapnál
Felsőfokon beszél franciául és románul, középfokon németül és angolul.

## Munkahelyei
Első munkahelye - egyetemi tanára, a főszerkesztő Kovács Sándor Iván hívására - a Kortárs című irodalmi folyóirat szerkesztősége, 1975-1976-ban. Itt publikálta első kritikáit.
Második diplomája megszerzése után - Fehér György művészeti vezető hívására; rendező-dramaturgként - részt vett a nyíregyházi Móricz Zsigmond Színház alapításában (1980-1983).
Ezután visszatért az íráshoz: a Magyarok Világszövetsége Magyar Hírek című hetilapjánál újságíró, kulturális rovatvezető (1983-1991). Ez idő alatt csaknem félezer riportja, interjúja, tudósítása jelent meg, főképpen a nyugati diaszpórában élő magyarokról.
A rendszerváltás után - 1991-től - a Külügyminisztérium diplomatája: a Politikai Tervező Elemző, majd a Sajtó és Kulturális Főosztályon, illetve a Francia Referatúrán. Sajtó- és kulturális attasé Párizsban (2002-2006), majd Bukarestben (2009-2013). Külszolgálatának utolsó évében Bukarestben a nagykövetség első beosztott diplomatája „rendkívüli követ és meghatalmazott miniszter” rangban.

## Fontosabb rendezései (válogatás)
- „Pisztrángok kara”. Romániai magyar írók estje, Egyetemi Színpad, 1975. Az erdélyi irodalmat az ELTE Balassi Bálint szavalóköre által tolmácsoló műsor komoly figyelmet váltott ki; e téma akkoriban a „tiltott” és a „tűrt” kategória mezsgyéjén mozgott. A műsor később az ellenzékiként nyilvántartott Forrás Kör rendezvényeként ért meg tucatnyi ismétlést.
- Füst Milán: A lázadó (ősbemutató). Ódry Színpad, 1979.
- Albert Camus: A félreértés (hazai ősbemutató). Miskolci Nemzeti Színház, 1979.
- Michel de Ghelderode: Vakok. Magyar Rádió, 1980 (ősbemutató).
- Molière: Kényeskedők, Scapin furfangjai. Győr, Kisfaludy Színház, 1980.
- Czakó Gábor: Karcsi (a korábban „Mint a mókus” címmel betiltott tragikomédia ősbemutatója). Kecskeméti Katona József Színház, 1983.
- Tamási Áron: Búbos vitéz. Nyíregyházi Móricz Zsigmond Színház, 1983. (A mesejátékhoz, Balázs Ádám kérésére, Ratkó József költő írt verseket; az előadást rögzítette, majd közvetítette a Magyar Televízió.)

## Fontosabb írásai (válogatás)
Kritikái, tanulmányai, interjúi jelentek meg - egyek mellett - a következő orgánumokban: Irodalomtörténeti közlemények, Kortárs (Utazás Provence-ban, esszé; „Beszélgetés Szabó Magdával a szülőföldről”), Forrás, kecskeméti folyóirat (Kós Károly kiadatlan leveleiből, Kallós Zoltán interjú), Olvasó Nép („Vallomások az anyanyelvről a nyugati magyar költészetben”, tanulmány), Élet és Irodalom („Hungarológiai konferencia Brüsszelben”), Magyar Hírek („A párizsi Magyar Katolikus Misszió története”; Fejtő Ferenc, Hubay Miklós, Sütő András, Pierre Székely, Szőcs Géza interjúk), Ring című hetilap (külpolitikai elemzések, Kászoni Balázs álnéven), Pro Minoritate folyóirat („Egy diplomata focidrukker emlékeiből”, esszé, 2013/4), Heti válasz („A temesvári forradalom negyed százados évfordulójára”, 2014. november 6.), Magyar idők („Az Örömadó. Kobzos Kiss Tamás halálára”. 2015. november 12.). Magyar Nemzet („Mindig szemben az árral”. Recenzió Kós Károly „Évszámnovellák” című kötetéről, 2021. február 15.); „Egy szabad ember. Néhány szó a politikus Kötő Józsefről”. („Színház, civil társadalom és politikum” című kötetben, Kolozsvár, 2021.), „Magányos mesterség. Ádám Ottó kiállítás. - Emlékezés egykori osztályfőnökömre.” Fidelio, 2024. január 19., „Mint a mókus. - Emlékezés egy Czakó Gábor ősbemutatóra.” www.kultura.hu 2024. március 8.

## Önálló kötetei
- Tamási Áron: „Ősvigasztalás” (Drámák). Sajtó alá rendezés, előszó. Szépirodalmi Kiadó, 1977.
- Orbán Balázs: „Sztambultól Szejkéig”. Válogatott írások. Sajtó alá rendezés, előszó, jegyzetek.  Csokonai Kiadó, Debrecen, 1990. (Bővített kiadás: Kriterion Kiadó, Kolozsvár, 2009.)
- „Virrasztó fenyvesek”. Riportok Erdélyről. (Szerzőtárs: Zika Klára). Akadémiai Kiadó, 1994. (Részlet Ruffy Péter előszavából: „Zika és Balázs nem az ősök etnikumát keresi, hanem az ősök örökségét… A jelentés hiteles. A riport megbízható.”)
- "Minden szegleti felől ez világnak". Írások nyugati magyarokról. Kriterion Kiadó, 1998. (Részlet Pomogáts Béla előszavából: „Balázs Ádám - mint irodalmár, mint újságíró és újabban mint kulturális diplomata - a hajszálgyökereket keresi… Ezek a beszámolók többnyire fölfedezések… Eddig ismeretlen sikeres magyarok életútját rajzolja meg.”)
- „Egy angol úr Erdélyből. Balázs Samu életútja.” (Színház- és filmtörténeti monográfia). A Petőfi Irodalmi Múzeum és az Országos Színházi Múzeum és Intézet közös kiadása (2018), melynek bemutatóját a Petőfi Irodalmi Múzeumban tartották; Szirtes Tamás színházigazgató és Gajdó Tamás színháztörténész bevezetőjével.
- Orbán Balázs: „Utazás Keleten”. Bevezető tanulmány, jegyzetek. Kriterion Kiadó, Kvár, 2020.
- „A legnagyobb székely. Orbán Balázs élete és munkássága”. (Kriterion - Magyar Napló közös kiadás, 2023). - Orbán Balázs, a miniszterelnök politikai igazgatójának facebook-bejegyzése (2023. március 19): „A kötet magán hordozza a legkiválóbb életrajzi témájú monográfiák sajátosságát, nevezetesen, hogy a gazdag adatoltság mellett a szerző kiválóan választott idézetekkel és saját meglátásaival segíti a megértést.” - Részlet Hegedüs Imre János „A teljesség igényével” című méltatásából (Magyar Napló folyóirat, 2023/7.): „Alapos és elmélyült tudás, vasszorgalom, kiváló szintetizáló készség, legalább két kontinens világának ismerete, a humán tudományok sokaságában való jártasság kellett ahhoz, hogy Orbán Balázs életművéről elkészüljön a nagy-monográfia.” - Részlet a Honismeret című folyóirat (2024/3.) méltatásából: „Balázs Ádám teljességre törekvő feldolgozást készített. Könyve mégsem egy száraz szakmunka, hanem izgalmas, érdekfeszítő olvasmány.”